# Aarón Díaz
Aarón Díaz Spencer (Puerto Vallarta, Jalisco; 7 de março de 1982) é um ator e cantor mexicano-norte-americano. Se tornou conhecido no Brasil por interpretar papéis como Mariano em Teresa, ao lado de Angelique Boyer e Ricardo em Betty en NY.

## Carreira
Nascido em Puerto Vallarta, viveu vários anos em Palo Alto, Califórnia, onde terminou o ensino médio, antes de retornar ao México para estudar no Centro de Educación Artística (CEA) da Televisa.
Fez sua estréia atuando na popular telenovela teen Clase 406. Em 2004, ele seguiu em outra telenovela teen, intitulada Corazones al límite, co-estrelando com Sherlyn e Sara Maldonado. Díaz também atuou na telenovela Barrera de amor, estrelando com Yadhira Carrillo. Trabalhou junto ao lado de Sherlyn novamente na versão mexicana de Grease, "Vaselina".
Assinou em 2006 um contrato com Pedro Damián novamente para a telenovela chamada Lola…Érase una Vez que estreou em 26 de fevereiro de 2007, em "Canal 5", no México.
À parte da atuação, Díaz, trabalhando como cantor, lançou seu disco chamado Enamórate de mí em junho de 2009. Também lançou uma linha de roupas chamada "Perra" no mês de agosto de 2009, no qual ele debuta como estilista de moda e empresário do ramo. Ainda em agosto de 2009 a revista People en Español o nomeia como o homem mais bonito de uma lista chamada "Los 25 hombres más guapos".
Em 2010, protagonizou a série de 13 episódios para televisão, sendo o personagem que leva o mesmo nome da série, Chanoc, junto a Manuel Valdés e Elsa Pataky para Televisa. No mesmo ano, protagonizou Teresa ao lado de Angelique Boyer e Sebastián Rulli.
Em novembro de 2011, estreiou na televisão americana, em Pan Am, interpretando Miguel no episódio "Unscheduled Departure". No ano seguinte, interpretou seu primeiro vilão, Antonio Negrete, na novela El Talismán. Também atuou em Rosario.
Díaz voltou a protagonizar novelas em Santa diabla em 2013 e Tierra de reyes em 2014.
Em 2019, volta às telas com o papel do vilão Ricardo Calderón na novela norte americana da Telemundo, Betty en NY, transmitida no Brasil em 2020 pelo Sistema Brasileiro de Televisão (SBT),como Betty,a feia em NY.

## Vida pessoal
Entre 2002 e 2006 namorou a atriz Sherlyn González, com quem trabalhou diversas vezes. 
Em 2007 começou a namorar a atriz Kate del Castillo. Se casaram no dia 29 de agosto de 2009 em uma cerimônia realizada na fazenda de seus pais na cidade de San Miguel de Allende no estado de Guanajuato, onde estiveram presentes parentes e amigos dos casal. Os dois se divorciaram em 2011. 
Em 2011 esteve em um relacionamento com a atriz Ana Brenda Contreras, terminando alguns meses depois.
Em 2012, começou um relacionamento com a atriz Lola Ponce, com quem trabalhou em El Talismán. Eles têm duas filhas, Erin (nascida em 2013) e Regina (nascida em 2014) e casaram-se em 2015 em uma cerimônia privada no Marrocos.

## Telenovelas
- 2019 - Betty en NY ... Ricardo Calderón[16]
- 2014/2015 - Tierra de Reyes ... Arturo Rey del Gallardo
- 2014 - Los miserables ... César Mondragón Bianchi
- 2013/2014 - Santa diabla ... Santiago Cano
- 2013 - Rosario ... Esteban Martinez
- 2012 - El Talisman ... Antonio Negrete
- 2011 - Pan Am ... Miguel
- 2010/2011 - Teresa… Mariano Sánchez Suárez
- 2008 - Terminales ... Sebastian
- 2007/2008 - Lola, érase una vez… Alexander Von Ferdinand
- 2005/2006 - Barrera de amor… Andres Romero
- 2004 - Corazones al límite… Braulio Vallardes Stone
- 2002/2003 - Clase 406… Enrique 'Kike' Gonzalez
- 2001/2002 - El Juego de la Vida ... Enrique 'Kike' González

## Filmes
- Amor Xtremo (2006)… Sebastian

## Séries
- Chanic (2010)… Chanoc
- Terminales (2008)… Sebastian
- Plaza Sésamo (2007)… Doutor
- Quantico (2016)... León Velez[17]

## Discografia
- Enamórate de mí (2009)
- Clase 406 (2003)